# Carmen Herrera (judokate)
Pour les articles homonymes, voir Carmen Herrera et Herrera.
María del Carmen Herrera Gómez, connue professionnellement comme Carmen Herrera, née le 26 septembre 1974 à Alhaurín de la Torre, est une judokate handisport espagnole, trois fois consécutives médaille d'or aux Jeux paralympiques d'été, entre 2004 et 2012.

## Biographie
En raison de son albinisme, Carmen Herrera a une grave déficience visuelle avec laquelle elle vit depuis la naissance. À 21 ans, elle s’est concentrée sur la pratique du judo après avoir essayé plusieurs sports. Elle a participé à de nombreuses compétitions aussi bien en judo handisport qu’en compétitions pour les valides.

## Palmarès international
| Année | Compétition          | Lieu      | Résultats | Catégorie |
| ----- | -------------------- | --------- | --------- | --------- |
| 1998  | Championnat d'Europe | Madrid    | 3ème      | - 70kg    |
| 1999  | Championnat d'Europe | Mittersil | 2nde      | - 70kg    |
| 2001  | Championnat du Monde | Rio       | 1ère      | - 70kg    |
| 2002  | Championnat du Monde | Rome      | 2ème      | + 70kg    |
| 2004  | Jeux paralympiques   | Athènes   | 1ère      | - 70 kg   |
| 2005  | Championnat d'Europe | Rotterdam | 1ère      | - 70 kg   |
| 2006  | Championnat du Monde | Paris     | 2ème      | - 70 kg   |
| 2007  | Championnat du Monde | Sao Paolo | 1ère      | - 70 kg   |
| 2008  | Jeux paralympiques   | Pékin     | 1ère      | - 70 kg   |
| 2009  | Championnat d'Europe | Debrecen  | 3ème      | - 70 kg   |
| 2011  | Championnat du Monde | Antalya   | 1ère      | - 70 kg   |
| 2012  | Jeux paralympiques   | Londres   | 1ère      | - 70 kg   |